# La Blonde et les Nus de Soho
Pour les articles homonymes, voir Too Hot to Handle.
Pour plus de détails, voir Fiche technique et Distribution.
La Blonde et les Nus de Soho (Too Hot to Handle) est un film dramatique et policier britannique réalisé par Terence Young et sorti en 1960.

## Synopsis
Johnny Solo, propriétaire de la discothèque Pink Flamingo dans le quartier de Soho à Londres, est en concurrence avec Diamonds Dinelli, propriétaire d'un club rival, et il a également maille à partir avec la police. Lorsque Johnny reçoit des menaces ou des demandes de protection, il ne se laisse pas faire.
La petite amie de Johnny, Midnight Franklin, l'une des têtes d'affiche de la discothèque, veut qu'il quitte l'entreprise. En arrière-plan se trouvent un client sadique, une choriste mineure, un journaliste en visite et une danseuse qui protège son passé.
Le journaliste s'implique dans le milieu du strip-tease en écrivant un article sur les discothèques. La concurrence entre les deux boîtes rivales s'intensifie. Johnny joue sans le savoir un rôle dans la mort de la choriste. Midnight le dénonce pour le sauver des violents maîtres chanteurs qui le poursuivent.

## Fiche technique
- Titre français : La Blonde et les Nus de Soho[1]
- Titre original italien : Too Hot to Handle
- Réalisateur : Terence Young
- Scénario : Herbert Kretzmer, Harry Lee
- Photographie : Otto Heller
- Montage : Lito Carruthers (en)
- Musique : Eric Spear
- Décors : Freda Pearson
- Production : Selim Cattan, Phil C. Samuel
- Société de production : Wigmore Productions, Associated British Picture Corporation
- Pays de production :  Royaume-Uni
- Langue originale : anglais britannique
- Format : Couleurs par Eastmancolor (version télévisée en noir et blanc) - 1,66:1 - Son mono - 35 mm
- Durée : 92 minutes
- Genre : Drame policier, film noir
- Dates de sortie :
  - Allemagne de l'Ouest : 16 avril 1960
  - France : 31 août 1960[1]
  - Royaume-Uni : 22 septembre 1960

## Distribution
- Jayne Mansfield : Midnight Franklin
- Leo Genn : Johnny Solo
- Karlheinz Böhm : Robert Jouvel
- Christopher Lee : Novak
- Danik Patisson : Lilliane Decker
- Patrick Holt : Isp. Ouest
- Kai Fischer : Cynthia
- Barbara Windsor : Ponytail